# San Carlos Mirador
La aldea San Carlos Mirador se localiza en el municipio de Ixcán, Departamento de Quiché, en Guatemala.

## Accesos
Se sitúa a  aproximadamente a 456 km de la ciudad capital, se parte desde ciudad de Guatemala se recorren 219 km de carretera asfaltada hasta Cobán y luego se recorren 74 km por la carretera asfaltada hasta el municipio de Chisec y se continúa hasta llegar al km 299 hasta el cruce que conduce a Playa Grande y se recorren 80 km más de carretera de terracería, de Playa Grande se conduce sobre la Franja Transversal del Norte (FTN) rumbo al municipio de Barillas, Huehuetenango y se recorren 56 km hasta llegar al lugar conocido como Veracruz, luego se toma el cruce sur (izquierdo) que conduce hasta la Aldea Valle I y el Canton Nuevo León;  San Carlos Mirador, para lo cual es necesario viajar otros 20 km.

## Clima
La aldea se encuentra ubicada a 250 metros sobre el nivel del mar en las coordenadas geográficas 15°25’00’’ de latitud sur y 90°30’30’’ de longitud norte y se caracteriza por su clima cálido. 
Las temperaturas durante el año varían desde un mínimo de 22 °C en los meses de diciembre y enero a un máximo de 39 °C en los meses de marzo y abril, manteniendo una temperatura promedio de 35 °C. 

## Población
Los habitantes de la comunidad que pertenecen es casi en su totalidad indígena, el idioma predominante es el q'eqchi'. 
La Aldea San Carlos Mirador está conformada (2009) por 156 viviendas con un total de 725 habitantes. Es casi en su totalidad indígena. 
Esta población se dedica principalmente a la agricultura, cultivando maíz, fríjol, cardamomo, y en menor escala otros se dedican al comercio de productos variados.
Para la construcción de las viviendas se han empleado materiales diversos en su mayoría tienen paredes adobe, block o de madera. Los techos son de lámina de zinc o teja de barro. La mayor parte de las viviendas tienen pisos de tierra y en menor proporción hay casas con pisos de cemento.  

## Servicios básicos

### Agua potable
Actualmente (2009) los pobladores de la Aldea San Carlos Mirador, no cuentan con un sistema de abastecimiento de agua para ninguna de las viviendas, algunos pobladores  se abastecen  de pozos artesanales  construidos por los mismos comunitarios, otros  de pequeños nacimientos de invierno por medio de mangueras de poliducto y mediante acarreo desde quebradas ubicadas a largas distancias de la comunidad.
Se abastece a través de fuentes naturales y de captación pluvial. La falta de un sistema adecuado para la distribución de agua potable pone en riesgo la salud de las personas, ya que no se cuenta con métodos higiénicos que evite la propagación de enfermedades 

Ilustra la situación actual del abasto del vital líquido.
Las mujeres y los niños son quienes acarrean el agua a la casa,  y como se ha dicho, cuenta con un sistema de acueducto precario de una fuente cercana con poca capacidad de producción de agua y  es de donde se abastece todo el pueblo. La única protección que la familia utiliza es hervir el agua para su consumo, cosa que no se hace en todos los casos.